# Rafiou Moutairou
Rafiou Moutairou (Lomé, Togo, 11 de octubre de 1960) es un exfutbolista de Togo que jugaba en la posición de delantero centro. Es medio hermano del también futbolista Bachirou Salou.

## Carrera

### Club
Jugó toda su carrera con el OC Agaza de 1977 a 1998 con el que anotó 451 goles en 768 partidos, ganó dos títulos de liga y cuatro de copa.

### Selección nacional
Jugó para Togo en 52 ocasiones de 1979 a 1992 y anotó 25 goles; participó en la Copa Africana de Naciones 1984.

## Logros
- Campeonato nacional de Togo (2): 1980, 1984
- Copa de Togo (4): 1979, 1981, 1984, 1988